# Coppa Italia (calcio femminile)
La Coppa Italia, ufficialmente chiamata Coppa Italia Ferrovie dello Stato Italiane per ragioni di sponsorizzazione, è la coppa nazionale calcistica italiana riservata a formazioni di calcio femminile, che si tiene sotto l'egida della FIGC ed è organizzata a cadenza annuale dalla divisione calcio femminile della stessa FIGC.
Essa è riservata ai club sportivi partecipanti ai campionati nazionali di primo e secondo livello, la Serie A e la Serie B, quest'ultima che subentra dopo che dal 2002 al 2013 era stata sostituita dall'A2.
La vincitrice sfida la squadra campione d'Italia nella Supercoppa italiana.

## Storia
La prima coppa nazionale di calcio femminile venne organizzata dalla FICF nel 1970 e fu vinta dalla Real Torino. Ma quella prima edizione non è conteggiata nell'albo d'oro della FIGC, poiché quest'ultima riconosce la competizione a partire dall'edizione successiva, quando venne organizzata dalla  FFIGC e poi dalla federazione unificata.

## Formula
La formula, dalla stagione 2011-2012, prevede la disputa di cinque turni ad eliminazione diretta in gara unica e della finale, pure in gara unica.
In precedenza la formula prevedeva la suddivisione in due gruppi, uno per la Serie A e Serie A2 e uno per la Serie B. Le società del primo gruppo venivano organizzate in 8 gironi da 4 o 5 squadre ciascuno; le prime classificate di ciascun girone, accoppiate tramite griglia predeterminata dalla LND, si incontravano in gare di andata e ritorno che determinavano le quattro qualificate alla seconda fase. Le società del secondo gruppo erano organizzate in 14 gironi. Le prime classificate di ogni girone più due ammesse di diritto dovevano affrontare ottavi e quarti di finale, con partite di andata e ritorno, che determinavano le quattro qualificate alla seconda fase.
Accedevano alla fase finale quattro società di Serie A/A2 e quattro società di Serie B. Negli accoppiamenti ad eliminazione diretta ciascuna squadra di Serie B incontrava una squadra di Serie A/A2, in gare di andata e ritorno. Con la modalità andata/ritorno si svolgevano anche le semifinali e la finale.

## Albo d'oro
| Club                 | Vittorie | Anni                                                                                   |
| -------------------- | -------- | -------------------------------------------------------------------------------------- |
| Torres               | 8        | 1990-1991, 1994-1995, 1999-2000, 2000-2001, 2003-2004, 2004-2005, 2007-2008, 2010-2011 |
| Juventus             | 4        | 2018-2019, 2021-2022, 2022-2023, 2024-2025                                             |
| Lazio CF             | 4        | 1977, 1985, 1998-1999, 2002-2003                                                       |
| Brescia              | 3        | 2011-2012, 2014-2015, 2015-2016                                                        |
| Reggiana             | 3        | 1991-1992, 1992-1993, 2009-2010                                                        |
| Bardolino Verona     | 3        | 2005-2006, 2006-2007, 2008-2009                                                        |
| ACF Milan            | 3        | 1975, 1976, 1997-1998                                                                  |
| Roma                 | 2        | 2020-2021, 2023-2024                                                                   |
| Fiorentina           | 2        | 2016-2017, 2017-2018                                                                   |
| Tavagnacco           | 2        | 2012-2013, 2013-2014                                                                   |
| Giugliano            | 2        | 1988-1989, 1989-1990                                                                   |
| Modena Euromobil     | 2        | 1985-1986, 1987-1988                                                                   |
| Alaska Lecce         | 2        | 1981, 1982                                                                             |
| Conegliano           | 2        | 1978, 1979                                                                             |
| Foroni Verona        | 1        | 2001-2002                                                                              |
| Agliana              | 1        | 1996-1997                                                                              |
| Lugo                 | 1        | 1995-1996                                                                              |
| G.E.A.S.             | 1        | 1993-1994                                                                              |
| Trani 80             | 1        | 1983                                                                                   |
| Gorgonzola           | 1        | 1980                                                                                   |
| Gamma 3 Padova       | 1        | 1974                                                                                   |
| Falchi Astro         | 1        | 1973                                                                                   |
| Falchi Crescentinese | 1        | 1972                                                                                   |
| Roma CF              | 1        | 1971                                                                                   |
| Real Torino          | 1        | 1970 (FICF)                                                                            |

## Loghi

Logo utilizzato dal 2018 al 2020.
Logo in uso dal 2020.